# Линдеман, Георг
Гео́рг Ли́ндеман (нем. Georg Lindemann; 8 марта 1884, Остербург, Саксония-Анхальт — 25 сентября 1963, Фройденштадт) — германский генерал-полковник, кавалер Рыцарского креста с Дубовыми листьями.

## Биография
В 1903 году фанен-юнкером вступил в армию, с 1904 года — лейтенант, в 6-й драгунском полку. В 1913 году произведён в обер-лейтенанты и переведён в 14-й стрелковый полк. Во время Первой мировой войны, в 1914 году (во время похода на Париж) служил в 5-й армии и проходил обучение при Генеральном штабе. В конце войны служил в 220-й Вестфальской пехотной дивизии. Был награждён Железным крестом обоих классов и орденом Дома Гогенцоллернов с мечами.
Был оставлен служить в сухопутных войсках, в кавалерии. В 1931 году был произведён в подполковники и назначен командовать 13-й кавалерийским полком. В 1933 году получил звание полковника, назначен начальником военного училища в Ганновере. В 1936 году — командир 36-й пехотной дивизии. В том же году произведён в генерал-майоры, в 1938 году — в генерал-лейтенанты.

## Вторая мировая война
В 1939-40 годах дивизия участвовала в боях на «линии Мажино». 5 августа 1940 года награждён Рыцарским крестом. 1 октября того же года получил в командование 50-й корпус. В ноябре произведён в генералы кавалерии.
Весной 1941 года корпус Линдемана был переброшен на Балканы, но в боях в Греции и Югославии не участвовал. После высадки в Румынии штаб-квартира корпуса была переправлена сначала в Болгарию, потом обратно в Берлин, где и находилась до начала вторжения в Советский Союз. В августе 1941 года штаб-квартира переезжает в Смоленск, а оттуда на ленинградский участок фронта. Там 50-й корпус занимался прикрытием главного удара Лееба по Пулковским высотам. После приказа Гитлера остановить наступление корпус окопался и оставался на западных подступах к городу до 1944 года.
Оккупированная Гатчина (тогда Красногвардейск) в честь генерала в 1942 г. переименована в Линдеманштадт (Lindemannstadt).
16 января 1942 года получил командование 18-й армией. Линдеман сыграл заметную роль в битве в операция по ликвидации окруженной 2-й ударной армии, за это сражение 3 июля 1942 года получил звание генерал-полковника (нем. Generaloberst)
21 августа 1943 года награждён дубовыми листьями к рыцарскому кресту.
1 марта 1944 года назначен командующим группой армий «Север». В конце июня Линдеман просит Гитлера об отступлении, поскольку положение группы армий «Север» ухудшилось, но Гитлер отклоняет просьбу и приказывает предпринять атаку на юго-востоке для отвлечения сил противника от группы армий «Центр». Линдеман не смог справиться с заданием, поэтому 2 июля 1944 года Гитлер снимает его с занимаемой должности и назначает на его место генерал-полковника Йоханнеса Фрисснера.
27 января 1945 года его назначают командующим вермахта в Дании, в его распоряжении оказываются несколько гарнизонов и береговых батарей.
8 мая 1945 года Линдеман сдался британцам в Копенгагене. В 1947 или 1948 году был выпущен из плена и поселился во Фройденштадте, где и умер 25 сентября 1963 года.

## Награды
- Железный крест 2-го класса (9 сентября 1914) (Королевство Пруссия)
- Железный крест 1-го класса (28 июля 1915) (Королевство Пруссия)
- Королевский орден Дома Гогенцоллернов рыцарский крест с мечами (20 мая 1917)
- Нагрудный знак «За ранение» (1918) чёрный
- Почётный крест Первой мировой войны 1914/1918 с мечами (1934)
- Медаль «За выслугу лет в вермахте» 1-го класса
- Пряжка к Железному кресту 2-го класса (26 сентября 1939)
- Пряжка к Железному кресту 1-го класса (30 октября 1939)
- Медаль «За зимнюю кампанию на Востоке 1941/42»
- Немецкий крест в золоте (11 апреля 1943)
- Рыцарский крест железного креста с дубовыми листьями
  - рыцарский крест (5 августа 1940)
  - дубовые листья (№ 275) (21 августа 1943)
- Орден Креста Свободы 1-го класса со звездой и мечами (Финляндия)
- 2 раза упоминался в «Вермахтберихт» (29 июня 1942, 12 августа 1943)